# 藤原敏行
藤原 敏行（ふじわら の としゆき）は、平安時代前期の貴族・歌人・書家。藤原南家巨勢麻呂流、陸奥出羽按察使・藤原富士麻呂の長男。官位は従四位上・右兵衛督。三十六歌仙の一人。

## 経歴
貞観8年（866年）少内記。大内記・蔵人を経て、貞観15年（873年）従五位下に叙爵し、中務少輔に任ぜられる。のち、清和朝では大宰少弐・図書頭、陽成朝では因幡守・右兵衛権佐を歴任し、元慶6年（882年）従五位上に叙せられた。仁和2年（886年）右近衛少将。
宇多朝に入ると、仁和4年（888年）五位蔵人に任ぜられるが1年ほどで病気により辞任している。寛平6年（894年）右近衛権中将、寛平7年（895年）蔵人頭と要職を歴任し、寛平8年（896年） 正月に従四位下に叙せられるが、同年4月病気により蔵人頭も半年ほどで辞任した。またこの間、春宮大進/亮として春宮・敦仁親王にも仕えている。
寛平9年（897年）7月に敦仁親王の即位（醍醐天皇）に伴って、春宮亮を務めた功労として従四位上に叙せられ、同年9月に右兵衛督に任ぜられた。
昌泰4年（901年）または延喜7年（907年）卒去。

## 書跡
小野道風が古今最高の能書家として空海と共に名を挙げ、明治の三筆の一人である中林梧竹も常日頃から空海と敏行の書跡を携帯していたという。
現存する書跡は、署名のある次のものだけである。
- 神護寺鐘銘（じんごじしょうめい）

この銘は、禅林寺の真紹の発願によるものであるが、鋳型が出来上がる前に真紹が歿したので、和気彜範が遺志を継ぎ、貞観17年（875年）8月23日、志我部海継を雇い鋳成したことが序文に示されている。全文32行で、字数は245字である。謹厳な楷書で陽鋳（ようちゅう、浮き彫り）されている。隷書をよくした小野篁および紀夏井の流れを汲んだ勁健な書法である。なお、この銘文の序は橘広相、銘は菅原是善、書は敏行と、当時の三名家がそれぞれ成したので、古来「三絶の鐘」と呼ばれている。この神護寺の梵鐘は国宝。平安時代を代表する金文の一つで、伝橘逸勢の興福寺南円堂銅燈台銘、伝小野道風の道澄寺鐘銘と並び称されている。

## 逸話
敏行は多くの人から法華経の書写を依頼され、200部以上を書いたが、魚を食すなど、不浄の身のまま書写したので、地獄に落ちて苦しみを受けたという（『宇治拾遺物語』）。
他にも亡くなった直後に生き返り自らのお経を書いて、ふたたび絶命したという伝説もある。

## 代表歌
勅撰歌人として、『古今和歌集』（18首）以下の勅撰和歌集に28首が入集。家集に『敏行集』がある。
- すみの江の 岸による浪 よるさへや 夢のかよひぢ 人目よくらむ（『古今和歌集』『小倉百人一首』18）
- 秋来ぬと 目にはさやかに 見えねども 風の音にぞ おどろかれぬる（『古今和歌集』秋歌上169）
- 白露の 色はひとつを いかにして 秋の木の葉を ちぢに染むらん

## 官歴
注記のないものは『日本三代実録』による。
- 貞観8年（866年） 正月：少内記[5]
- 貞観12年（870年） 正月：大内記[5]
- 貞観13年（871年） 正月：蔵人[5]
- 貞観15年（873年） 正月7日：従五位下[5]。正月：出羽介[5]。8月：中務少輔[5]
- 貞観16年（874年） 正月：大宰少弐[5]
- 貞観17年（875年） 正月：図書頭[5]
- 貞観19年（877年） 正月28日：売常平所米使
- 元慶2年（878年） 正月11日：因幡守。正月28日：売常平所米使。4月2日：次侍従
- 元慶3年（879年） 8月：右兵衛権佐[6]
- 元慶6年（882年） 正月7日：従五位上[5]
- 仁和2年（886年） 6月13日：右近衛少将
- 仁和4年（888年） 2月10日：兼備前権介[7]。11月27日：五位蔵人[8]
- 寛平元年（889年） 日付不詳：去五位蔵人（依病）[8]
- 寛平4年（892年） 正月7日：正五位下[7]。正月11日?：止備前権介[7]
- 寛平5年（893年） 正月11日?：兼備前介[1]。2月22日：右近衛権中将[1]。4月2日：兼春宮大進（春宮・敦仁親王）[9]
- 寛平7年（895年） 3月20日：兼春宮権亮[7]。10月29日：蔵人頭[8]。11月13日：兼春宮亮[7]
- 寛平8年（896年） 正月7日：従四位下[1]。4月：辞蔵人頭（依病）[5]
- 寛平9年（897年） 6月19日?：兼近江権守[7]。7月3日：止春宮亮（受禅）。7月13日：従四位上（春宮亮労）[5]。9月7日：右兵衛督[5]
- 昌泰4年（901年）または延喜7年（907年） 日付不詳：卒去[1]

## 系譜
『尊卑分脈』による。
- 父：藤原富士麻呂
- 母：紀名虎の娘
- 妻：紀有常の娘（在原業平室の姉妹）
- 妻：小野岑守の娘
  - 男子：藤原有快
- 妻：紀全吉の娘
  - 男子：藤原伊辛
- 妻：丹墀弟梶の娘
  - 男子：藤原伊衡（876-939）
- 妻：藤原休樹の娘
  - 男子：藤原伊望
- 生母不明の子女
  - 男子：藤原季方